# Eupithecia tritaria
Eupithecia tritaria là một loài bướm đêm trong họ Geometridae.